# Poul Preben Jørgensen
Poul Preben Jørgensen (Nykøbing Falster, 1892. február 17. – Koppenhága, 1973. október 6.) olimpiai bronzérmes dán tornász.
Az 1912. évi nyári olimpiai játékokon indult tornában és a csapat összetettben szabadon választott szerekkel bronzérmes lett.
Klubcsapata a Københavns Gymnastikforening volt.